# Garðar Gunnlaugsson
Garðar Bergmann Gunnlaugsson (Akranes, 25 aprile 1983) è un ex calciatore islandese, di ruolo attaccante.